# Kadalu, Alur
Kadalu là một làng thuộc tehsil Alur, huyện Hassan, bang Karnataka, Ấn Độ.